# Descente aux enfers (film)
Pour les articles homonymes, voir Descente aux Enfers.
Pour plus de détails, voir Fiche technique et Distribution.
Descente aux enfers est un film français réalisé par Francis Girod sorti en 1986. Il est l'adaptation cinématographique d'un roman de David Goodis intitulé en anglais The Wounded and the Slain (1955).

## Synopsis
Un couple formé par un ancien écrivain quinquagénaire qui a sombré dans l'alcoolisme et une belle jeune femme de trente ans sa cadette bat de l'aile.
Ils se retrouveront après un évènement dramatique, survenu lors d'un séjour en Haïti. Lors d'une sortie nocturne très alcoolisée, le mari, Alan, se fait agresser par un marginal local qui lui demande de l'argent. Alan tue l'individu en légitime défense en lui enfonçant un tesson de bouteille dans la gorge. Peu après, un autre Haïtien, Théophile, accompagné de sa compagne belge, le font chanter, exigeant 50 000 dollars en échange de leur silence. Tout ne se passe pas comme prévu : la Belge s'évapore dans la nature avec 30 000 dollars extorqués à Lola, l'épouse d'Alan qui a vendu des bijoux à une riche anglo-saxonne. La mésaventure d'Alan ressemble beaucoup à ce qui était arrivé à sa jeune épouse, qui fut agressée dans son adolescence dans le métro parisien. Elle aussi dut se défendre jusqu'à l'effusion de sang de son agresseur. Une fois révélée, cette similarité aura pour effet de redonner de l'intensité à leur relation de couple.

## Fiche technique
- Titre : Descente aux enfers
- Réalisation : Francis Girod
- Scénario : Jean-Loup Dabadie et Francis Girod d'après le roman The Wounded and the Slain, de David Goodis, paru en 1955
- Directeur de la photographie : Charlie Van Damme
- Musique : Georges Delerue
- Pays d'origine :  France
- Producteur : Ariel Zeitoun
- Genre : drame et thriller
- Durée : 88 minutes
- Date de sortie en salle : 5 novembre 1986 (France)

## Distribution
- Claude Brasseur : Alan
- Sophie Marceau : Lola
- Betsy Blair : Mrs Burns
- Hippolyte Girardot : Philippe Devignat
- Gérard Rinaldi : Elvis, le directeur de l'hôtel
- Marie Dubois : Lucette Beulemans
- Sidiki Bakaba : Théophile Bijou
- Umban U'Kset : Le commissaire Redoux
- Thierry Ravel : Le violeur du métro

## Autour du film
Claude Brasseur et Sophie Marceau se retrouvent 6 ans après La Boum (1980), le film qui révéla Sophie Marceau, et 4 ans après La Boum 2 (1982), dans lesquels ils jouaient un père et sa fille. Ils incarnent ici un couple, avec des scènes de nudité, malgré leur importante différence d'âge (respectivement 50 ans et 20 ans au moment du tournage). Cela valut une polémique, à la sortie du film sur la crédibilité que Claude Brasseur puisse incarner l'amant de Sophie Marceau peu de temps après avoir joué son père et que Sophie Marceau incarne une jeune femme après avoir joué une adolescente.

« Jouer le père de Sophie Marceau dans La Boum, puis son amant dans Descente aux enfers quatre ans plus tard, est un choix qui m'a coûté très cher. Ça n’a pas surpris, ça a choqué. Quand Descente aux enfers est sorti, il y a eu une profusion de courriers adressés à Gaumont, à Sophie et moi. C'est tout juste si on ne m’accusait pas d’inceste »

— Claude Brasseur, interview donné à Europe 1

« Après avoir convaincu Sophie Marceau de tourner des scènes de nudité pour les besoins du film, mon mauvais esprit m’a poussé à proposer à Claude Brasseur le rôle de son mari. Ce qui m’amusait beaucoup parce qu’il sortait des Boum où il jouait le père de Sophie. D’ailleurs, entre nous sur le tournage, on appelait Descente aux enfers… La Boum X (rires). […] Cela a moins amusé un certain nombre de spectateurs groupies de Claude Brasseur qui lui ont envoyé des lettres d’insultes, au moment de la sortie du film ('Salaud ! Tu n’as pas honte ?'). »

— Francis Girod, interview dans le bonus du DVD Descente aux enfers (StudioCanal, 2005)
Le tournage se déroula à Haïti d'avril à juin 1986 ; le film aurait coûté 25 millions de francs.